# Park pałacowy w Białej
Park pałacowy w Białej – zabytkowy park, położony na terenie wsi Biała, w powiecie czarnkowsko-trzcianeckim, w województwie wielkopolskim.
Park w Białej znajduje się na terenie zespołu pałacowego z drugiej połowy XVII wieku, który należy do Młodzieżowego Ośrodka Socjoterapii. Wraz z pałacem był własnością m.in.: Czarnkowskich, Poniatowskich i Radolińskich. Park, położony na falistym terenie, zajmuje powierzchnię 11 ha. Znajduje się w nim niewielki staw, a przez jego północno-zachodnią część przepływa strumyk. Wśród zadrzewienia przeważają drzewa liściaste:
- lipy
- klony
- kasztanowce
- buki
- platany
- robinie
- jesiony
- wiązy
- wierzby

Rosną również krzewy, w tym leszczyny, a także rośliny egzotyczne, jak iglicznia trójcierniowa. W parku znajdują się pomniki przyrody, wpisane do rejestru Wojewódzkiego Konserwatora Przyrody:
- lipa drobnolistna, wysoka na 22 m
- dwa stutrzydziestoletnie platany klonolistne, wysokie na 25 m